# Base de lançamento espacial

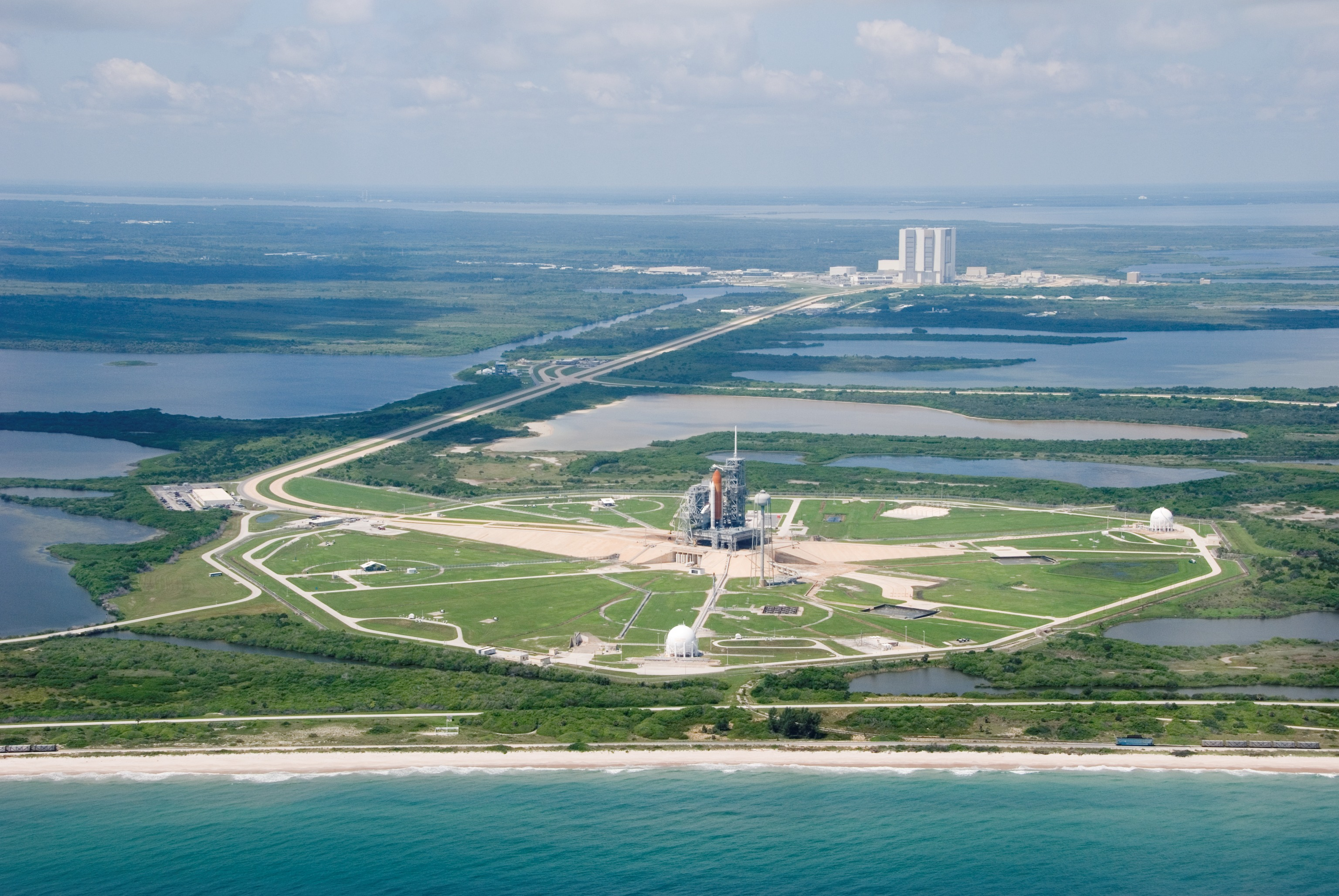
Endeavour no Centro Espacial John F. Kennedy em 5 de agosto de 2007.

Um porto espacial ou cosmódromo é um local para lançamento ou recepção de espaçonaves, por analogia a um porto marítimo para navios ou um aeroporto para aeronaves. A palavra espaçoporto, e ainda mais cosmódromo, tem sido tradicionalmente usada para locais capazes de lançar espaçonaves em órbita ao redor da Terra ou em trajetórias interplanetárias. No entanto, locais de lançamento de foguetes para voos puramente suborbitais são às vezes chamados de portos espaciais, como nos últimos anos locais novos e propostos para voos humanos suborbitais têm sido frequentemente referidos ou chamados de "portos espaciais". As estações espaciais e as futuras bases propostas na Lua são às vezes chamadas de portos espaciais, em particular se destinadas a servir de base para novas viagens.
O termo local de lançamento de foguetes é usado para qualquer instalação a partir da qual os foguetes são lançados. Pode conter uma ou mais plataformas de lançamento ou locais adequados para montar uma plataforma de lançamento transportável. É tipicamente cercado por uma grande área de segurança, muitas vezes chamada de alcance de foguete ou alcance de mísseis. O alcance inclui a área sobre a qual os foguetes lançados devem voar e dentro da qual alguns componentes dos foguetes podem pousar. Às vezes, as estações de rastreamento estão localizadas no alcance para avaliar o progresso dos lançamentos.
Os principais portos espaciais geralmente incluem mais de um complexo de lançamento, que podem ser locais de lançamento de foguetes adaptados para diferentes tipos de veículos de lançamento. (Esses sites podem ser bem separados por razões de segurança.) Para veículos lançadores com propelente líquido, são necessárias instalações de armazenamento adequadas e, em alguns casos, instalações de produção. Instalações de processamento no local para propulsores sólidos também são comuns.
Um porto espacial também pode incluir pistas para decolagem e pouso de aeronaves para apoiar as operações do espaçoporto, ou para permitir o apoio de veículos de lançamento alados HTHL ou decolagem horizontal e pouso vertical (HTVL).

## História

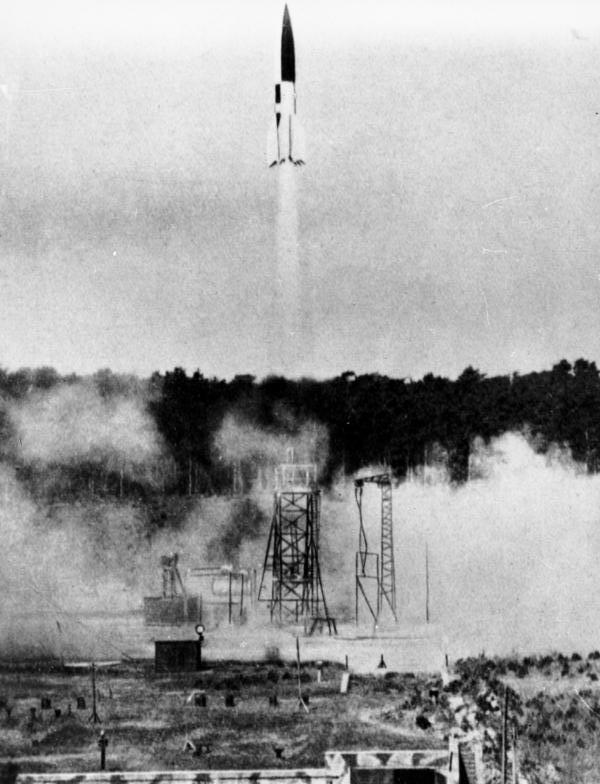
Peenemünde, Alemanha, onde o V-2, o primeiro foguete a chegar ao espaço em junho de 1944, foi lançado

Os primeiros foguetes a chegar ao espaço foram foguetes V-2 lançados de Peenemünde, Alemanha, em 1944, durante a Segunda Guerra Mundial.  Após a guerra, 70 foguetes V-2 completos foram levados para White Sands para lançamentos de teste, com 47 deles atingindo altitudes entre 100 km e 213 km.
O primeiro porto espacial do mundo para lançamentos orbitais e humanos, o Cosmódromo de Baikonur, no sul do Cazaquistão, começou como um alcance de foguetes militares soviéticos em 1955. Conseguiu o primeiro voo orbital (Sputnik 1) em outubro de 1957. A localização exata do cosmódromo foi inicialmente mantida em segredo. Os palpites sobre sua localização foram desviados por um nome em comum com uma cidade mineira a 320 km de distância. A posição tornou-se conhecida em 1957 fora da União Soviética apenas depois que aviões U-2 identificaram o local seguindo linhas ferroviárias na RSS Cazaque, embora as autoridades soviéticas não confirmassem a localização por décadas.
O Cosmódromo de Baikonur conseguiu o primeiro lançamento de um humano ao espaço (Yuri Gagarin) em 1961. O complexo de lançamento usado, o Site 1, atingiu um significado simbólico especial. Baikonur foi o principal cosmódromo soviético, e ainda é frequentemente usado pela Rússia sob um acordo de arrendamento com o Cazaquistão.
Em resposta aos primeiros sucessos soviéticos, os Estados Unidos construíram um grande complexo de portos espaciais em Cabo Canaveral, na Flórida. Um grande número de voos não tripulados, bem como os primeiros voos humanos, foram realizados na Estação da Força Espacial de Cabo Canaveral. Para o programa Apollo, um espaçoporto adjacente, o Centro Espacial Kennedy, foi construído, e alcançou a primeira missão tripulada à superfície lunar (Apollo 11) em julho de 1969. Foi a base para todos os lançamentos de ônibus espaciais e a maioria de seus pousos na pista. Para obter detalhes sobre os complexos de lançamento dos dois portos espaciais, consulte Lista de locais de lançamento de Cabo Canaveral e Ilha Merritt.
O Centro Espacial da Guiana em Kourou, Guiana Francesa, é o principal porto espacial europeu, com lançamentos de satélites que se beneficiam da localização 5 graus ao norte do equador.
Em outubro de 2003, o Centro de Lançamento de Satélites de Jiuquan realizou o primeiro voo espacial tripulado chinês.
Rompendo com a tradição, em junho de 2004, em uma pista no Mojave Air and Space Port, Califórnia, um ser humano foi lançado pela primeira vez ao espaço em um voo espacial suborbital financiado por fundos privados, que tinha como objetivo abrir caminho para futuros voos espaciais comerciais. A espaçonave, SpaceShipOne, foi lançada por um avião porta-aviões decolando horizontalmente.
Em Cabo Canaveral, a SpaceX fez em 2015 o primeiro pouso e recuperação bem-sucedidos de um primeiro estágio usado em um lançamento vertical de satélite.

## Além da Terra
Portos espaciais foram propostos para locais na Lua, Marte, orbitando a Terra, nos pontos Sol-Terra e Terra-Lua Lagrange, e em outros locais do Sistema Solar. Postos avançados com cuidados humanos na Lua ou em Marte, por exemplo, serão portos espaciais por definição. O Programa de Estudos Espaciais de 2012 da International Space University estudou o benefício econômico de uma rede de espaçoportos em todo o sistema solar começando da Terra e se expandindo externamente em fases, dentro de seu projeto de equipe Operations And Service Infrastructure for Space (OASIS).  Sua análise afirmou que a primeira fase, colocando o espaçoporto "Node 1" com serviços de rebocadores espaciais em órbita baixa da Terra (LEO), seria comercialmente lucrativa e reduziria os custos de transporte para a órbita geossíncrona em até 44% (dependendo do veículo de lançamento). A segunda fase adicionaria um espaçoporto Node 2 na superfície lunar para fornecer serviços, incluindo mineração de gelo lunar e entrega de propulsores de foguetes de volta ao Nó 1. Isso permitiria atividades na superfície lunar e reduziria ainda mais os custos de transporte dentro e fora do espaço cislunar. A terceira fase adicionaria um espaçoporto Node 3 na lua marciana Fobos para permitir o reabastecimento e reabastecimento antes de pousos na superfície de Marte, missões além de Marte e viagens de retorno à Terra. Além da mineração e reabastecimento de propulsores, a rede de portos espaciais poderia fornecer serviços como armazenamento e distribuição de energia, montagem e reparo no espaço de espaçonaves, retransmissão de comunicações, abrigo, construção e locação de infraestrutura, manutenção de espaçonaves posicionadas para uso futuro e logística.

## Bases
As bases com condições para lançamento são as seguintes:
América do Norte (Estados Unidos)
- Estação da Força Aérea de Cabo Canaveral (de 1963-1973 conhecida como Cabo Kennedy), em Merritt Island, Flórida
- Centro Espacial John Kennedy Space Center, em Merritt Island, Flórida
- Base da Força Aérea de Vandenberg, Califórnia
- Complexo de Lançamentos de Kodiak, Kodiak Island Borough, Alasca
- Aeroporto de Meadows, Bakersfield, Califórnia. Tecnicamente não é considerada uma base de lançamentos espaciais, mas realiza pesquisas e testes orbitais dos foguetes Pegasus.
- Base de Lançamentos Espaciais de Mojave, Mojave, Califórnia
- Base de Lançamentos Espaciais de Oklahoma, Burns Flat, Oklahoma
- Base de Lançamentos Espaciais Regional de Southwest, Upham, Novo México

América do Sul
- Centro de Lançamento da Barreira do Inferno, Parnamirim - RN, Brasil
- Centro Espacial de Lançamentos de Alcântara, Maranhão, Brasil
- Centro Espacial de Kourou, Guiana Francesa

Ásia
- Cosmódromo de Baikonur, Tyuratam, Cazaquistão
- Cosmódromo de Plesetsk, Rússia
- Cosmódromo de Vostochny, Rússia
- Centro de Lançamento de Satélite de Wenchang, China
- Centro de Lançamento de Satélite de Jiuquan, China
- Centro de Lançamento de Taiyuan, China
- Centro Espacial de Xichang, China
- Centro Espacial de Tanegashima, Ilhas Tanegashima, Japão
- Centro Espacial de Uchinoura, Japão
- Centro Espacial de Satish Dhawan, Índia

Europa
- Centro de Lançamento de Esrange, Quiruna, Suécia
- Centro de Lançamento de Andøya, Andøy, Noruega

Oceania
- Base de Lançamentos Espaciais das Ilhas Christmas, Austrália